# Joseph Oughourlian
Joseph Oughourlian (ur. 15 lutego 1972 w Paryżu) – francuski biznesmen i menadżer sportowy pochodzenia ormiańskiego i libańskiego, działający na polu inwestycyjnym. Oughourlian jest właścicielem klubów piłkarskich Lens i Millonarios, a także większościowym udziałowcem Padwy.

## Biografia
Oughourlian jest absolwentem HEC Paris, Sciences Po i Université Panthéon-Sorbonne.
Rozpoczął karierę w Société Générale w 1994. W 1996 przeniósł się do Nowego Jorku, gdzie w następnym roku zaczął zarządzać funduszami bezpośrednio dla Société Générale. W ten sposób w październiku 2001 utworzył w ratach pierwszy fundusz Amber, korzystając z kapitału zakładowego banku. Następnie zarządzał funduszem posiadającym ponad sześć miliardów aktywów.
W 2005 założył aktywistyczny fundusz inwestycyjny Amber Capital w Nowym Jorku, ale trzy lata później kryzys finansowy z 2007 nadwątlił jego klientelę i aktywa, którymi zarządzał. W 2012 przeniósł spółkę zarządzającą do Londynu w związku z licznymi inwestycjami w Europie, ale także z biurami w Mediolanie. Oughourlian zainwestował także w około dwadzieścia różnych firm we Włoszech.
W grudniu 2015 Oughourlian został powołany do zarządu hiszpańskiej grupy prasowej PRISA. 29 kwietnia 2019 został mianowany wiceprezesem, jako główny akcjonariusz poprzez spółkę Amber Capital, następnie w lutym 2021 mianowany prezesem. Po zakończeniu swoich działań w grupie Lagardère we Francji inwestuje konkretnie. w swoich sprawach w Madrycie; do 2021 był właścicielem niemal jednej trzeciej grupy Prisa, zaś Vivendi, które zostało wspólnikiem po ataku na Lagardère, posiadało niemal jedną dziesiątą udziałów.
Od 1 marca 2020, czyli po krachu na giełdzie w 2020, Amber Capital zarządzał aktywami o wartości 1,1 mld euro.